# Комарна (Хорватія)
42°56′ пн. ш. 17°32′ сх. д. / 42.94° пн. ш. 17.53° сх. д.
Комарна (хорв. Komarna) — населений пункт у Хорватії, у Дубровницько-Неретванській жупанії у складі громади Сливно.

## Населення
Населення за даними перепису 2011 року становило 167 осіб.
Динаміка чисельності населення поселення: